# Островский, Юрий Исаевич
Ю́рий Исаевич Остро́вский (9 июня 1926 — 24 января 1992) — советский учёный-оптик, доктор физико-математических наук, основоположник советской школы голографической интерферометрии.

## Биография
Во время блокады Ленинграда был эвакуирован в пос. Теша Рязанской области. Осенью 1943 г. призван в армию, служил в Бакинском военном округе в прожекторном полку. В 1950 г. экстерном сдал экзамены на аттестат зрелости и поступил на вечернее отделение одного из Бакинских вузов. В конце лета 1950 г. демобилизован и зачислен (в порядке перевода) на физический факультет Ленинградского государственного университета.
В ЛГУ на 3-м курсе начал заниматься в лаборатории аномальной дисперсии, созданной в НИФИ ЛГУ академиком Д. С. Рождественским.
По окончании университета Ю. И. Островский был оставлен в аспирантуре при кафедре оптики и спектроскопии ЛГУ. В 1959 г. первым из своих однокурсников защитил кандидатскую диссертацию на тему «Измерение сил осцилляторов в спектрах некоторых атомов».
С 1962 по 1965 г. Островский преподавал в Ленинградском горном институте (ЛГИ), потом перешел в лабораторию в ФТИ к А.Н. Зайделю, совмещая основную работу с педагогической деятельностью в ЛГИ вплоть до 1972 г. В том же году защитил докторскую диссертацию на тему «Голографическая интерферометрия физических процессов». Преподавал в ЛЭТИ, где в течение многих лет читал курс голографии. В 1979 г. по представлению кафедры оптоэлектроники ЛЭТИ присвоено звание профессора.
Ученый принимал активное участие в работе Совета по голографии АН СССР, созданного по инициативе Б. П. Константинова. С начала работы совета в 1971 г. и до конца своей жизни работал в секции «Оптическая голография». Являлся членом оргкомитетов большинства школ по голографии, членом Ученых советов по защитам диссертаций при ЛГУ и ЛИТМО (ИТМО).

## Семья
Жена — Галя Всеволодовна Островская (урождённая Вейнберг), доктор-физико-математических наук, лауреат Государственной премии СССР, историк науки.

## Научная деятельность
Юрием Исаевичем Островским было опубликовано более 250 научных статей и 15 книг. Монографии переведены на многие иностранные языки. Под его редакцией были изданы на русском языке классические монографии Ч. Веста, Р. Кольера, К. Беркхарта, Л. Лина, М. Франсона.
Ю. И. Островским было получено 45 авторских свидетельств на изобретения. Разработанные им интерференционно-голографические методы виброметрии и неразрушающего контроля были внедрены на многих промышленных предприятиях Ленинграда.

### Монографии
- Островский Ю. И. Голография. — Л.: Наука, 1970.
- Зайдель А. Н., Островская Г. В., Островский Ю. И. Техника и практика спектроскопии. — М.: Наука, 1972.
- Островский Ю. И. Голография и её применение. — Л.: Наука, 1973.
- Островский Ю. И., Бутусов М. М., Островская Г. В. Голографическая интерферометрия. — М.: Наука, 1977.
- Островский Ю. И., Щепинов В. П., Яковлев В. В. Голографические интерференционные методы измерения деформаций. — М.: Наука, 1988.